# Група багатовікових дубів (Чернігів, урочище «Маліїв Рів»)
Гру́па багатовікови́х дубі́в — ботанічна пам'ятка природи місцевого значення в Україні. Розташована в південній частині міста Чернігів, на вулиці Кропивницького (урочище «Маліїв Рів»).
Площа 0,5 га. Статус дано згідно з рішенням Чернігівського облвиконкому від 10.06.1972 року № 303; від 06.12.1982 року № 602; від 27.12.1984 року № 454; від 28.08.1989 року № 164; рішення Чернігівської обласної ради від 14.05.1999 року № 159. Перебуває у віданні: Чернігівське МК РБП «Зеленбуд».
Статус дано для збереження кількох екземплярів вікових дубів, що зростають вздовж вулиці Кропивницького біля приватних будинків. Дуби є залишками давніх заплавних дібров річки Десна.

## Галерея

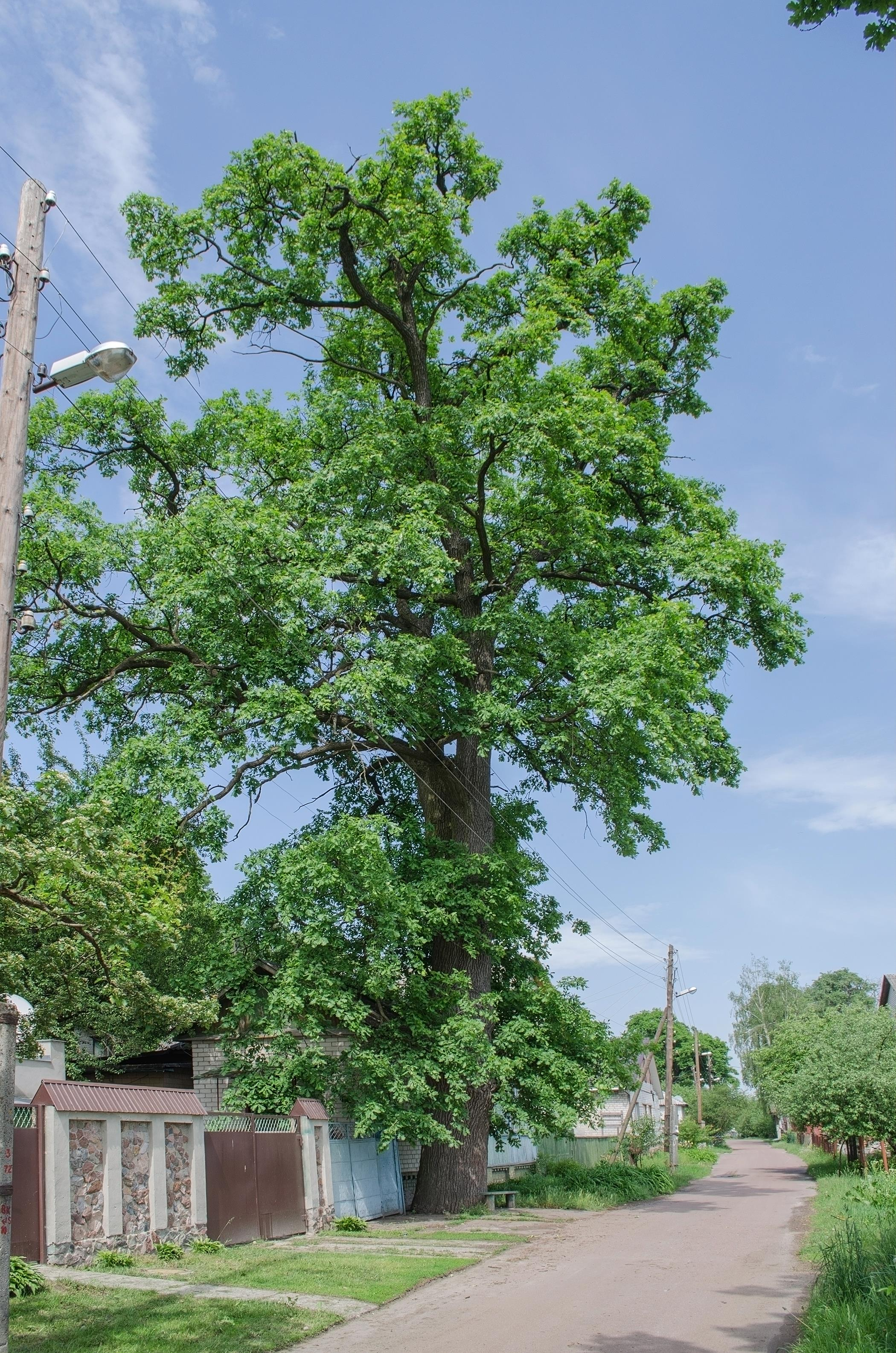
Один із дубів у травні 2015 р.
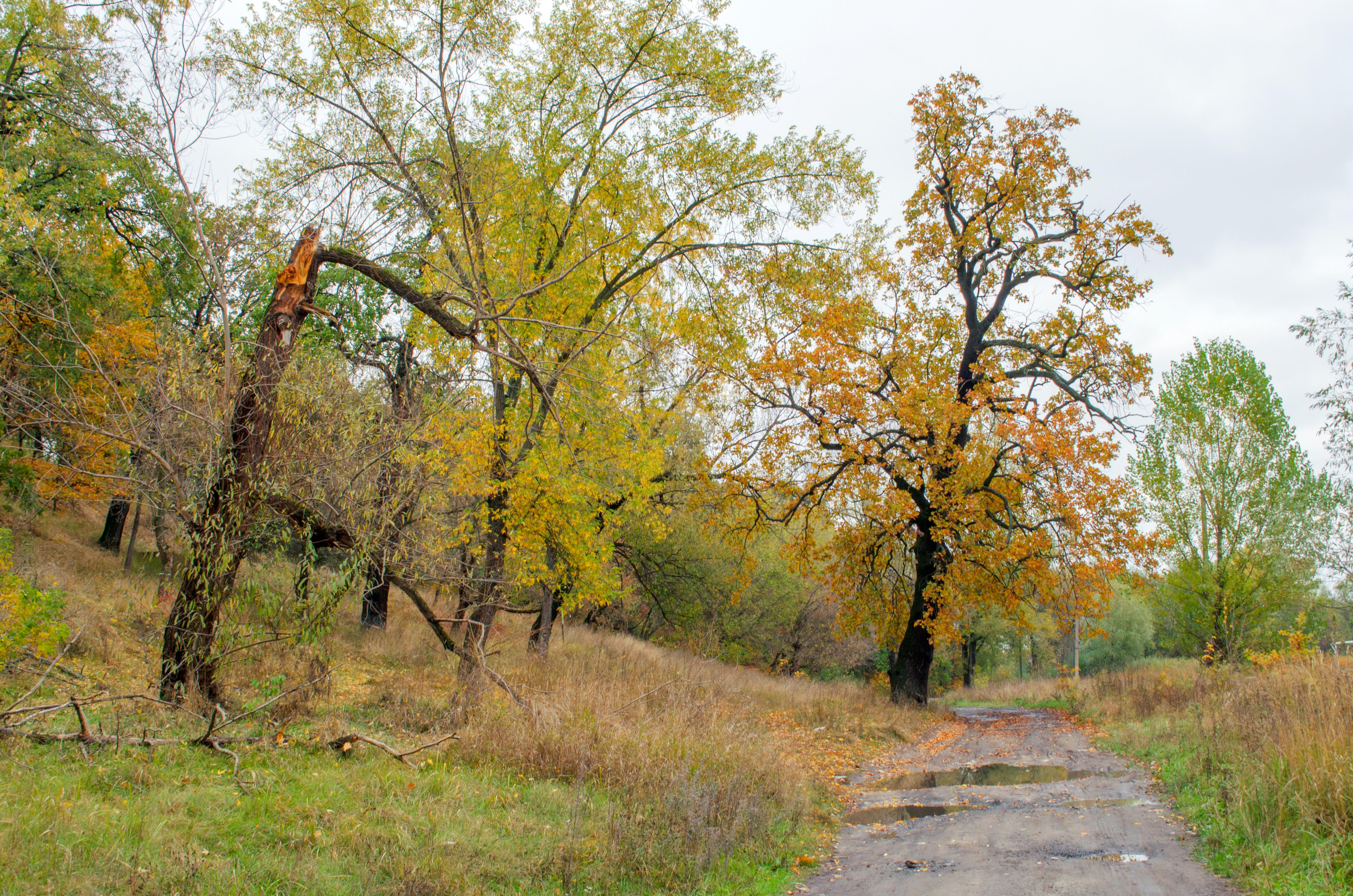
Група багатовікових дубів у жовтні 2016 року
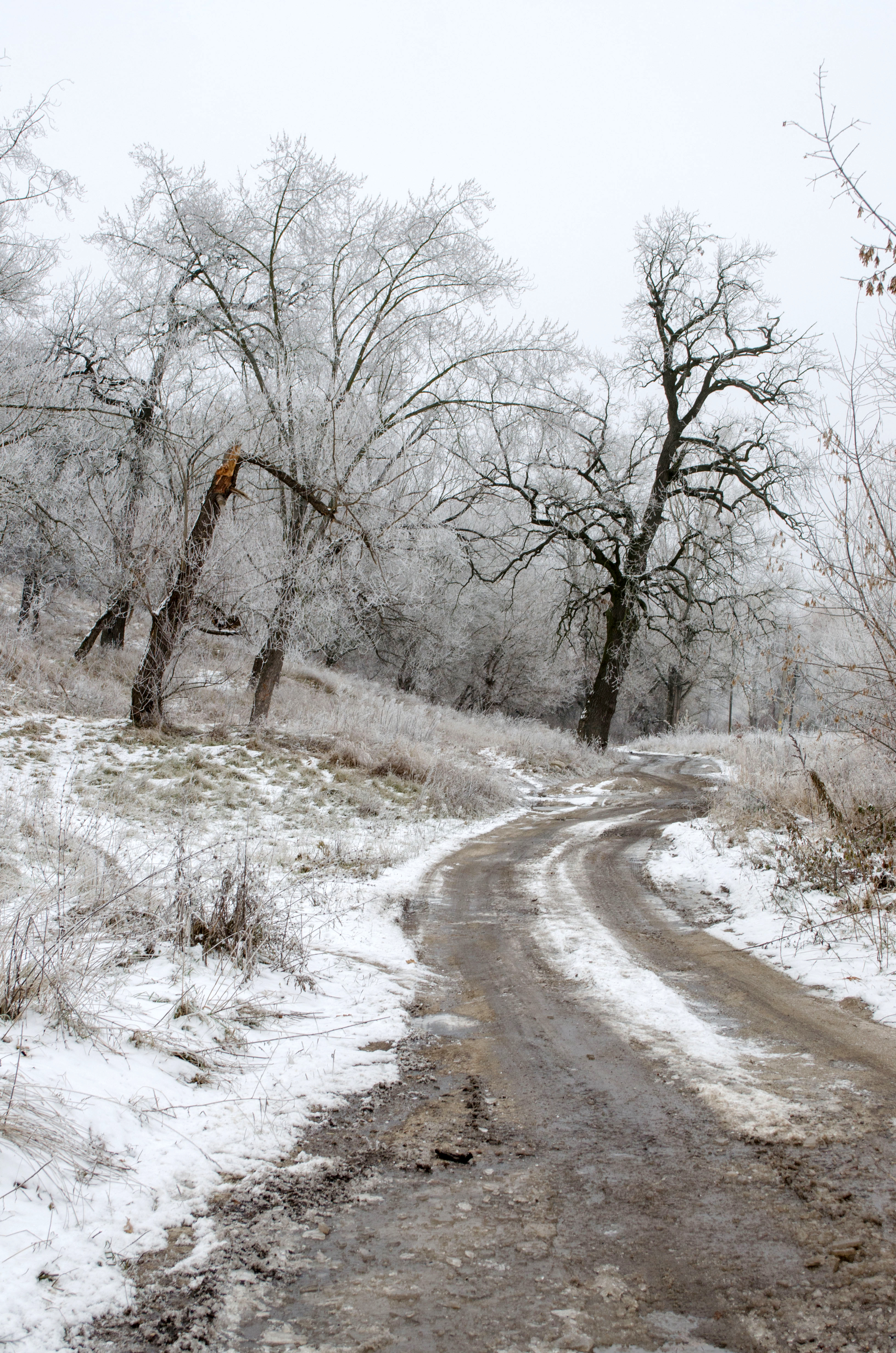
Засніжені дуби